# 오벨리스크 자세

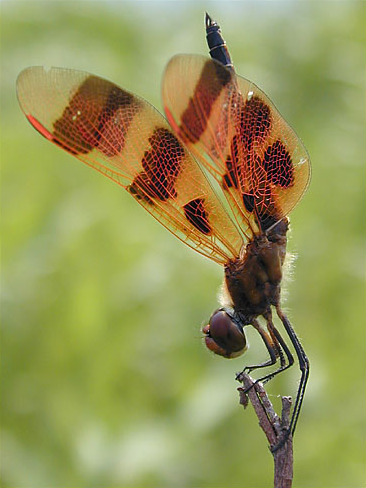
오벨리스크 자세를 취하고 있는 잠자리.

오벨리스크 자세(obelisk posture)는 잠자리들이 태양이 비추는 날에 열을 방출시키고자 하자 물구나무서기와 같은 자세를 취하는 것을 일컫는다. 태양열을 받는 면적을 최소화하기 위해 복부를 태양을 향해 들어올린다. 태양이 바로 위에 있을 때, 그 모습이 마치 오벨리스크와 같아서 지어진 이름이다.

## 기능
잠자리들은 그들의 복부를 다른 이유로 들어올리도 한다. 예를 들어, 수컷 블루 대셔(Blue daher)들은 다른 수컷들과 영토를 확보하기 위해 오벨리스크 자세를 취하기도 한다. 하지만, 수컷과 암컷 모두 온도가 높아지면 복부를 들고 그늘이 지면 다시 내린다. 이 행동은 250와트 램프를 블루 대셔에게 가열하는 실험에서 몸의 온도를 낮추는데 효과적이라고 증명되었다.
오벨리스크 자세는 약 30종 정도의 잠자리목에서 발견되었다. 대부분의 종들이 고정된 자세로 시간을 보내기 때문에, 많은 종들이 그들의 자세를 조절하는데 시간을 보낸다.

## 다른 온도 조절 법
몇몇 종들은 그들의 복부를 위로 올리지 않고 아래로 향해 태양열로부터의 노출을 줄이기도 한다. 열대지방의 잠자리(Diastatops intensa)는 태양을 향해 날개를 들어올려서 그들이 받는 열을 줄인다. 새들백 글라이더(Saddlebags Gliders)는 날고 있는 동안에 뒷날개의 어두운 장식으로 만들어진 그림자에 그들의 복부를 낮추기도 한다.
잠자리들은 또한 몸의 온도를 높이기 위해서도 자세를 취하기도 한다. 가슴 쪽에 있는 날개 근육을 계속 움직이는게 가장 중요하다. 잠자리들이 그들의 날개에 태양을 반사시키거나 따뜻한 장소에 앉아서 가슴 쪽에 'greenhouse'를 형성하기도 한다.

## 참고 자료
- Corbet, Phillip S (1999). 《Dragonflies: Behavior and Ecology of Odonata》. Ithaca, NY: Cornell University Press. 285–287쪽. ISBN 0-8014-2592-1.
- Johnson, Clifford (1962). “A Study of Territoriality and Breeding Behavior in Pachydiplax longipennis Burmeister (Odonata:Libellulidae)”. doi:10.2307/3668841. JSTOR 3668841.